# Tamara Popović
Tamara Popović (în sârbă Тамара Поповић n. 5 mai 1993, în Pančevo) este o handbalistă din Serbia care a evoluat pe postul de portar pentru clubul românesc CS Dacia Mioveni 2012 din iunie 2020 până în decembrie 2021.

## Palmares
- Cupa EHF:
  - Turul 3: 2016
  - Turul 1: 2017

- Cupa Challenge:
  - Sfertfinalistă: 2015
  - Optimi: 2013, 2019, 2020

- Campionatul Serbiei:
  -  Medalie de argint: 2016

- Cupa Serbiei:
  -  Finalistă: 2017
  - Semifinalistă: 2014, 2015

- Campionatul Israelului:
  -  Medalie de argint: 2019

- Cupa Israelului:
  -  Câștigătoare: 2019, 2020

- Supercupa Israelului:
  -  Câștigătoare: 2019